# 디씨슈즈
디씨슈즈(영어: DC Shoes)는 미국의 스포츠 용품 업체이다. 1994년 데이먼 웨이, 켄 블록이 설립하였다. 브랜드명은 Droos Clothing의 이니셜을 따왔다.